# FC Kahuna
FC Kahuna (anteriormente FC/Kahuna) é uma dupla britânica de DJ e produção de música eletrônica, formada por Jon Nowell e Daniel Ormondroyd. Eles lançaram apenas um álbum, Machine Says Yes, na primavera de 2002. O álbum teve alguns singles lançados, como "Machine Says Yes" e "Hayling", que contaram com os vocais da cantora islandesa Hafdís Huld. O álbum vendeu mais de 50 mil cópias e recebeu críticas positivas de revistas como New Musical Express e Dallas Observer, dentre outras. A música da dupla foi usada em programas de TV como Hotel Babylon, Monkey Dust, Six Feet Under, CSI: Miami e Nip/Tuck, e em filmes como Domino, Layer Cake, Riding Giants e Rolling [en]. Eles também tocaram ao vivo em festivais como Coachella, T in the Park, Roskilde, Reading e Leeds, e Benicàssim.

## Discografia parcial

### Álbuns
- Machine Says Yes (2002)
- Another Fine Mess (2003)

### Singles e EPs
- "You Know It Makes Sense" (1997)
- "Bright Morning White" (1998)
- "Mind Set to Cycle" (2000)
- "Glitterball" (2002) – UK #64
- "Machine Says Yes" (2002) – UK #58
- "Hayling" (2003) – UK #49
- "Nothing Is Wrong" (2003)[7]